# Абдуллах Мохаммед Абдуллах Альмауидин
Абдуллах Мохаммед Абдуллах Альмауидин — кувейтский дипломат. Посол Кувейта в Азербайджане. 

## Биография
Окончил факультет политических наук Кувейтского университета.
С апреля 1993 года являлся атташе Кувейта при Совете сотрудничества арабских государств Персидского залива.
С июля 1998 года являлся атташе при посольстве Кувейта в Малайзии.
С июля 2000 года работал в канцелярии Совета сотрудничества арабских государств Персидского залива. С мая 2010 года являлся заместителем директора департамента данного Совета.
С апреля 2015 года являлся помощником заместителя министра иностранных дел Кувейта по взаимодействию с Советом сотрудничества арабских государств Персидского залива.
30 июня 1997 года присвоен ранг третьего секретаря. 31 марта 2002 года присвоен ранг второго секретаря. 31 марта 2006 года присвоен ранг первого секретаря. 31 марта 2009 года присвоен ранг советника. 24 сентября 2018 года присвоен ранг посланника.
Посол Кувейта в Азербайджане (2 июля 2022 — 10 сентября 2024).